# Tore Kumlien
Tore Ludvig Kumlien, född 21 december 1904 i Stockholm, död 21 november 1976, var en svensk konstnär. 
Han var son till Ludvig Kumlien och Gerda Matilda Sterner. Kumlien var elev till sin far och under studieresor till Köpenhamn. Han debuterade på utställningen Konstnärernas Stockholm som visades på Paul Bergströms i Stockholm 1934 och har därefter medverkat i utställningar med Sveriges allmänna konstförening och konstnärsgruppen Färg och Form i Göteborg samt med Kindabygdens konstförening. Separat ställde han ut ett flertal gånger på Modern konst i hemmiljö och Färg och Form i Stockholm. Hans konst består av porträtt, landskap och gatuvyer i pastell. Kumlien är representerad vid Moderna museet i Stockholm, Göteborgs konstmuseum, Stockholms stadsmuseum och Västerås konstmuseum. Tore Kumlien är begravd på Norra begravningsplatsen utanför Stockholm.